# Мойдодыр

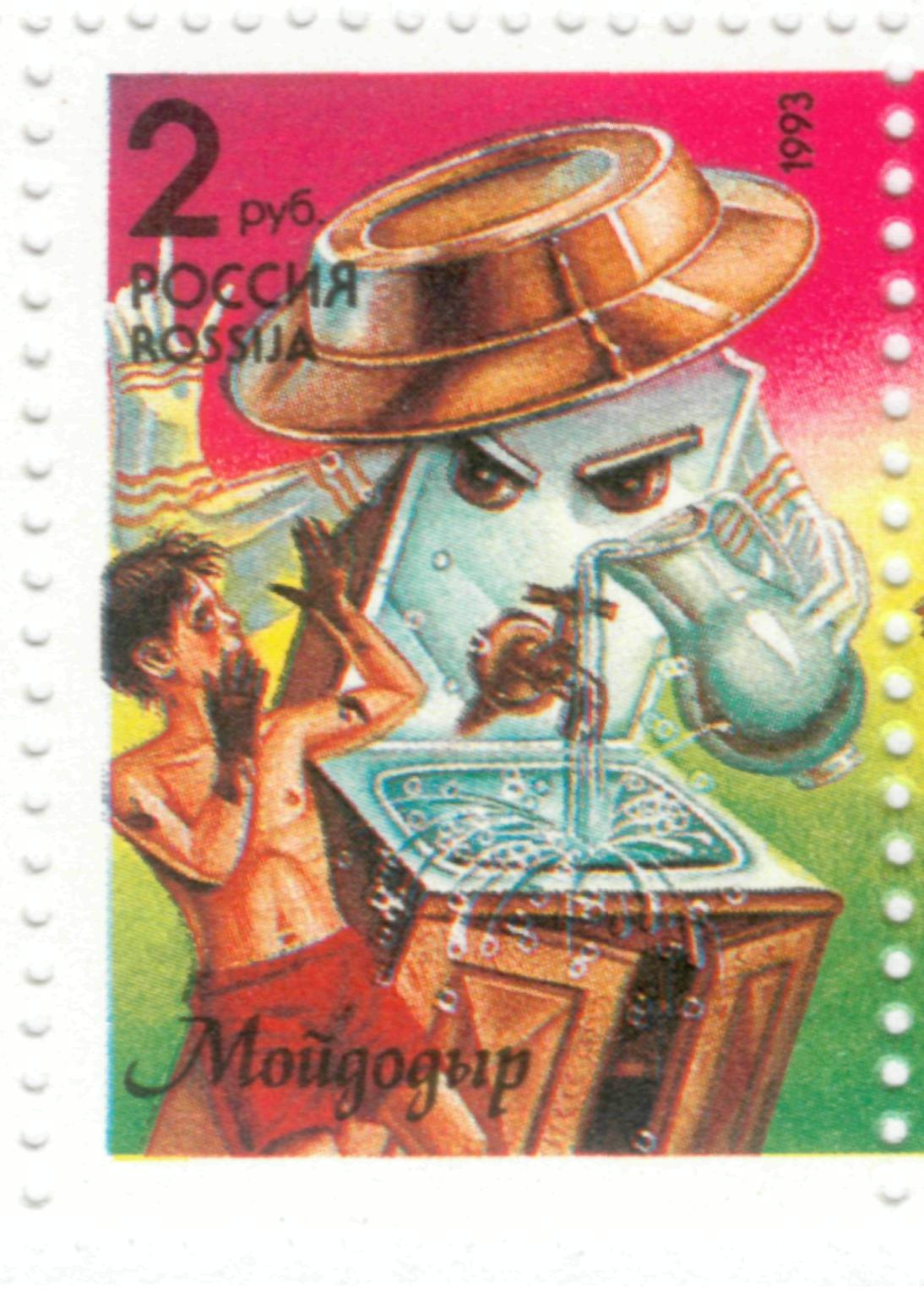
Мойдодыр на российской почтовой марке. 1993 год

«Мойдоды́р» — детская сказка в стихах Корнея Чуковского, названная по имени одного из её героев.
Написана, по словам самого Чуковского, в 1921 году (см. «Тараканище»), впервые опубликована издательством «Радуга» в 1923 году с иллюстрациями Ю. П. Анненкова. По сказке сняты мультфильмы в 1927 году (режиссёр Мария Бендерская), в 1939 и 1954 годах (режиссёр И. П. Иванов-Вано).

## Сюжет

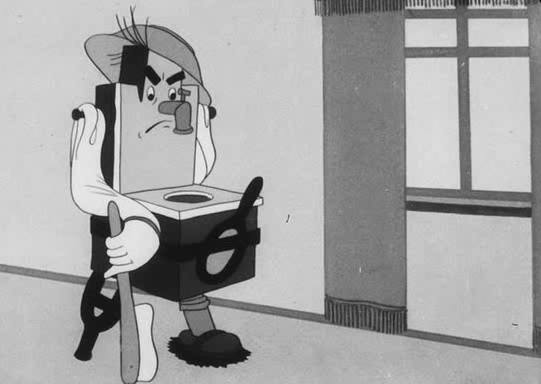
Кадр из мультфильма «Мойдодыр», 1939 год

Повествование ведётся от лица мальчика, которого внезапно покинули его вещи и даже пироги. Появившийся говорящий умывальник Мойдодыр объясняет этот побег недоумевающему школьнику тем, что он — грязнуля:

Ах ты гадкий, ах ты грязный,

Неумытый поросёнок,

Ты чернее трубочиста,

Полюбуйся на себя:

У тебя на шее вакса,

У тебя под носом клякса,

У тебя такие руки,

Что сбежали даже брюки,

Даже брюки, даже брюки

Убежали от тебя!

Рано утром на рассвете

Умываются мышата,

И котята, и утята,

И жучки, и паучки.

Ты один не умывался

И грязнулею остался,

И сбежали от грязнули

И чулки, и башмаки!

По приказу Мойдодыра щётки и мыло набрасываются на мальчика и начинают мыть его насильно. Грязнуля вырывается и выбегает на улицу, однако за ним в погоню отправляется мочалка. Гуляющий по улице Крокодил проглатывает мочалку, после чего угрожает мальчику:

Уходи-ка ты домой

Да лицо своё умой,

А не то как налечу,

Растопчу и проглочу!

Грязнуля бежит умываться, после чего вещи и продукты питания возвращаются к нему. Заканчивается стихотворение гимном чистоте.

## Чуковский о Мойдодыре
Чуковский в письме А. Б. Халатову писал: «Чуждаюсь ли тенденции я в своих детских книгах. Нисколько! Например тенденция „Мойдодыра“ — страстный призыв маленьких к чистоте, к умыванию. Думаю, что в стране, где ещё так недавно про всякого чистящего зубы говорили, „гы, гы, видать, что жид!“ эта тенденция стоит всех остальных. Я знаю сотни случаев, где „Мойдодыр“ сыграл роль наркомздрава для маленьких».

## Памятники Мойдодыру

Памятник Мойдодыру в Москве

Памятник Мойдодыру в Москве представляет собой бронзовую скульптуру, установленную 1 июля 2012 года в парке «Сокольники» на Песочной аллее недалеко от Дома детского творчества рядом с мини-зоопарком. Его масса — 800 кг. Установлен памятник на низкий гранитный постамент. Автор монумента — петербургский скульптор Марчел Коробер.
Внешний облик бронзового Мойдодыра отличается от классического образа из одноимённого мультфильма 1954 года. Художник черпал идеи в иллюстрациях Ю. П. Анненкова к первому изданию сказки, где персонаж изображён с усами и длинной бородой. Автор скульптуры же придал герою человеческие черты, но при этом смягчил выражение лица и сделал его более дружелюбным. В остальном бронзовый образ повторяет сказочный, нос-кран персонажа нависает над раковиной, руки-полотенца упираются в тумбочку с фигурными ножками. На постаменте памятника прикреплена табличка с надписью «ванная — самое важное место в доме!». По сложившейся городской практике, посетители парка часто прикасаются к скульптуре, стремятся потереть нос-кран Мойдодыра на удачу.
Открытие памятника литературному персонажу было приурочено к семейному празднику «День Мойдодыра», который проходил в парке Сокольники. В зоне, где установлен Детский городок, были организованы интерактивные площадки, там гости мероприятия участвовали в конкурсах и викторинах с призами и памятными подарками. Кульминацией праздника стала церемония открытия памятника, которая состоялась в сопровождении оркестра.
Аналогичный памятник Мойдодыру установлен 28 июля 2013 года в Ново-Савиновском районе города Казани. Инициатором установки памятника стала компания-производитель сантехники AM.PM. Событие положило начало традиции ежегодного празднования «Дня Мойдодыра».
Существуют и другие версии памятника. Так, шутливый памятник семейству Мойдодыров установлен в Великом Новгороде около здания городской бани. Скульптурная композиция авторства Виктора Корнилова объединяет двух персонажей — супругу Мойдодыра и его маленького сынишку, сидящего в коляске.

### Мультфильмы
- «Мойдодыр», 1927 г. на «Аниматор.ру»
- «Мойдодыр», 1939 г. на «Аниматор.ру»
- «Мойдодыр», 1954 г. Союзмультфильм, режиссёр Иван Иванов-Вано.